# Bez grzechu
Bez grzechu – polski film psychologiczny z 1987 roku, zainspirowany wydarzeniami opisanymi w reportażu Krzysztofa Kąkolewskiego Piekło dobrych chęci.

## Opis fabuły
Marta Jezierska po zdaniu matury opuszcza dom dziecka. Udaje się do rodzinnego miasta, gdzie ma po rodzicach mieszkanie. Ale na miejscu okazuje się, że za zgodą jej brata Władka, który mieszka za granicą, wprowadzili się ich dalecy krewni Zastawni. Odstępują jej pokój, ale nie może korzystać z łazienki i kuchni poza ustalonymi godzinami. Dziewczyna podejmuje pracę w szpitalu jako pielęgniarka, ponieważ zamierza studiować medycynę. Cały czas szuka ojca, o którym myślała, że nie żyje. Po rozmowach z bratem Jarkiem i sąsiadką Majorową nie jest tego pewna. Ale jedyny dokument, jaki po nim został, to akt pozbawienia go praw rodzicielskich. Marta stopniowo przypomina sobie rodzinną tragedię sprzed lat.

## Obsada
- Joanna Kreft – Marta Jezierska
- Olaf Lubaszenko – Jarek Kalita
- Sława Kwaśniewska – Majerowa, sąsiadka Jezierskich
- Ewa Ziętek – Anna Zastawna, lokatorka w mieszkaniu Jezierskich
- Zygmunt Bielawski – dyrektor domu dziecka
- Teresa Sawicka – Helena Jezierska, matka Marty
- Leon Charewicz – Zastawny, lokator w mieszkaniu Jezierskich
- Edward Żentara – Jan Jezierski, brat Marty
- Czesław Przybyła – starzec ze schroniska udający ojca
- Sławomir Misiurewicz – nieznajomy – ojciec
- Alicja Jachiewicz – pielęgniarka Irma
- Grażyna Laszczyk – pielęgniarka Maria
- Piotr Machalica – doktor Syski
- Maciej Słota – „Szczupły”
- Marek Bargiełowski – redaktor, znajomy Jarka
- Zofia Charewicz – przedstawicielka zakładów odzieżowych „Wisła”
- Jacek Strzemżalski – redaktor TV

i inni